# Bizkaiko Bira
La Bizkaiko Bira (Vuelta a Vizcaya), también conocida simplemente como la Bira, era una carrera ciclista amateur por etapas que se disputaba anualmente en Vizcaya desde 1981. Se trataba de una histórica y prestigiosa carrera que servía habitualmente como escaparate para aquellos ciclistas amateur destacados con vistas a ser contratados por algún equipo ciclista profesional.

## Organización
La primera organizadora de la Bizkaiko Bira fue la S. C. Amorebieta, quien se mantuvo al frente de la prueba hasta que pasó el testigo al CDC Euskalduna de Bilbao para 2005.
En 2008 el CDC Euskalduna anunció la suspensión de la edición de ese año por falta de patrocinadores, al reducir la BBK su aportación en un 75%. La Fundación Euskadi rescató la carrera (limitando la participación a ciclistas amateur sub-23), que finalmente se disputó entre el 3 y el 6 de julio, aunque anunció que su intervención se limitaría a la edición de ese año, con el objetivo de salvar la prueba de la desaparición.
Tras asegurar el futuro de la prueba, la Fundación Euskadi cedió para 2009 la organización de la carrera a un grupo de exciclistas profesionales: Mikel Artetxe, David Etxebarria, Roberto Laiseka y Mikel Zarrabeitia.
En 2010 los organizadores anunciaron que la prueba no se disputaría, después de que tanto Ipar Kutxa como El Correo decidieran no continuar con sus respectivos patrocinios.

## Palmarés
| Año  | Ganador                    | Segundo                   | Tercero                   |
| ---- | -------------------------- | ------------------------- | ------------------------- |
| 1981 | Julian Gorospe             | Juan Manuel Romero        | Mariano Sánchez Martínez  |
| 1982 | Enrique Aja                | Georges Lüthi             | Iñaki Gastón              |
| 1983 | Manuel Jorge Domínguez     | Pello Ruiz Cabestany      | José Luis Navarro         |
| 1984 | Hans Knauer                | Francisco Antequera       | Georges Lüthi             |
| 1985 | Herminio Díaz Zabala       | Stephen Hodge             | José Luis Morán           |
| 1986 | José María Palacín         | Tim Jamieson              | Stephen Hodge             |
| 1987 | Enrique Alonso             | Francisco Javier Mauleón  | José Luis Villanueva      |
| 1988 | Louis de Koning            | Aitor Garmendia           | José María Ahedo          |
| 1989 | Barney Saint Georges       | José Ramón Uriarte        | Aitor Garmendia           |
| 1990 | Roberto Laiseka            | Mikel Zarrabeitia         | Arunas Cepele             |
| 1991 | Heinrich Trumheller        | Alex Zülle                | Jeff Winkler              |
| 1992 | Erik Dekker                | Darren Smith              | Iñigo González de Heredia |
| 1993 | Igor González de Galdeano  | Agustín Sagasti           | Iñigo Cuesta              |
| 1994 | Juan Carlos Domínguez      | Rafael Díaz Justo         | Claus Michael Møller      |
| 1995 | Roberto Heras              | Javier Ochoa              | Miguel Morrás             |
| 1996 | José Luis Urdiain          | Eduardo Hernández Bailo   | David Cancela             |
| 1997 | Ernesto Manchón            | Francisco Mancebo         | Aitor Kintana             |
| 1998 | Paul Bertino               | Aitor Silloniz            | Bruno Minniti             |
| 1999 | Ruben Oarbeaskoa           | Garikoitz Santisteban     | Patxi Vila                |
| 2000 | Patxi Ugarte               | Óscar García Lago         | Antonio Martín Rodríguez  |
| 2001 | Juan Fuentes               | Rubén Lobato              | Julen Fernández           |
| 2002 | Mikel Elgezabal            | Miguel Martínez Giráldez  | Rubén Pérez               |
| 2003 | José Ángel Gómez Marchante | Jacinto Ceballos Mentxaka | Gorka Verdugo             |
| 2004 | David Pérez Íñiguez        | Sergio Domínguez          | David Martin Peribañez    |
| 2005 | Diego Gallego              | Isidro Cerrato            | Eder Salas                |
| 2006 | David Martín               | Jordi Fite                | Esteban Plaza             |
| 2007 | Alberto Fernández          | Ismael Esteban            | Marcos García             |
| 2008 | Marcos García              | Higinio Fernández         | Aleksandr Riabkin         |
| 2009 | Fabricio Ferrari           | Aleksandr Riabkin         | Sergio Carrasco           |

## Palmarés por países
| País         | Victorias |
| ------------ | --------- |
| España       | 22        |
| Alemania     | 2         |
| Países Bajos | 2         |
| Italia       | 1         |
| Uruguay      | 1         |
| Australia    | 1         |